# Anton Petrák
Anton Petrák nebo také Antonín Petrák (14. dubna 1912 Vídeň, Rakousko-Uhersko – 7. února 2009 Ružomberok, Slovensko) byl československý a slovenský generálmajor. Za druhé světové války velel rotě doprovodných zbraní československé samostatné obrněné brigády, se kterou přepadl strategickou opevněnou německou kótu. Během komunistického režimu v Československu byl jako politicky nepohodlná osoba vězněn v táboře nucených prací Mírov a poté v Ruzyni. 
Za svou práci obdržel řadu vyznamenání, například Řád britského impéria, Řád Bílého lva a Řád čestné legie. 

## Život

### Mládí a válka
Narodil se ve Vídni českým rodičům a byl vychováván v duchu svobodného Československa a ideálů náboženské, národnostní i politické tolerance. Odmaturoval na obchodní akademii v Nitře a roku 1935 absolvoval jako poručík pěchoty Vojenskou akademii v Hranicích. Jeho první posádkou byl Pěší pluk 39 „Výzvědný generála Grazianiho“ v Bratislavě, kde sloužil na různých funkcích od velitele čety až po náčelníka štábu tankové brigády do března 1939, kdy po okupaci a vzniku Slovenské republiky odešel k rodičům do Brna. Dne 30. března 1939 se rozhodl tajně se vydat do zahraničního odboje, a to přes tzv. balkánskou cestu. Přes Budapešť, Bělehrad, Turecko přišel do Bejrútu, kde byl přepraven lodí do Marseille. Ovládal francouzštinu a mohl tak ve Francii působil jako kapitán štábní roty na výcvik branců v Agdě a posléze jako velitel roty. Po kapitulaci Francie byl převelen do Velké Británie.
Během plavby z Gibraltaru do Liverpoolu se začal z učebnice učit anglicky. Krátce po příjezdu dostali[kdo?] battle-dressy s nápisem „Czechoslovakia“, nové zbraně a stala se z nich postupně řádná jednotka. V Cholmondeley parku strávili dva měsíce, během nichž se postupně reorganizovali, až se utvořila pěší brigáda, jež se postupně zapojovala do britského výcviku. Během výběru československých vojáků pro výcvik výsadkářů ve Skotsku se Petrák přihlásil mezi prvními a výcvik úspěšně absolvoval. Na ministerstvu v Bayswateru, kam se dostavil, mu v oddělení plukovníka Moravce sdělil štábní kapitán Šustr, ať se okamžitě vrátí do Skotska jako cvičitel, instruktor a tlumočník do výcvikového střediska čs. parašutistů na skotské výcvikové základně STS-25 Traigh House. Společně s dalším Angličanem cvičil do května 1943 postupně osm skupin po dvaceti lidech. Na univerzitě v Cambridge získal v březnu 1944 certifikát z angličtiny. Posléze se hlásil na frontu pro připravovanou invazi do Evropy a byl určen za velitele roty doprovodných zbraní československé samostatné obrněné brigády.
Ta se v srpnu 1944 vylodila v severofrancouzském Dunkerk a zúčastnila se jejího obléhání. V den československého státního svátku 28. října 1944 přepadla Petrákem vedená rota strategickou opevněnou německou kótu, kterou byla zemědělská usedlost. Po jejím dobytí zajali čtrnáct Němců bez nejmenších ztrát na vlastní straně. Od tohoto činu se tato farma ve vojenských rozkazech uváděla jako „Farma Petrák“. Počátkem ledna 1945 byl za mimořádnou rozhodnost a statečnost projevenou toho dne vyznamenán britským polním maršálem Bernardem Lawem Montgomerym.
„Tento důstojník byl dne 28. října 1944 pověřen napadením nepřátelského stanoviště ve východním úseku Dunkerque, souřadnice 340864/29. Kvalifikovanou velitelskou dovedností a odvážným rozhodnutím vyřadil nepřátelský systém obrany. Polovina nepřátelské čety byla zničena a druhá polovina zajata. Kapitán Petrák pronikl se svou hlídkou obranným německým postavením ve východní části Dunkerque a asi dva kilometry v hloubce nepřátelské obrany se střetl se zásobovacím vozidlem, které bylo chráněno silnou skupinou vojáků. Rozhodným útokem vozidlo zničil, pobil obránce a přivedl mužstvo zpět do vlastních řad s velmi cennými informacemi o nepřátelských postaveních,“
Rozkaz Bernarde Law Montgomeryho na vyznamenání Petráka, 
U Dunkerque Petrák pobýval a bojoval do konce války. Poté se mu společně s dalšími přibližně 140 příslušníky obrněné brigády podařilo připojit k armádě amerického generála George Pattona, která mířila do Plzně. Své snoubence proto napsal o jejich blížícím se setkání. Na Vánoce 1945 se oženil se svou snoubenkou Rudolfinou, která na něj celou válku čekala a následně se jim narodila dcera Jitka.

### Po druhé světové válce
Po válce obdržel různá vyznamenání. Byl rovněž vyslán ke studiu do Prahy, kde absolvoval Vysokou školu válečnou s předurčením zastávání vysokých vojenských funkcí v československé armádě. Promoval v květnu 1948, tři měsíce po komunistickém puči, a jako major nastoupil do služby v Žatci. Po pár měsících dostal tzv. „dovolenou s čekáním“, po níž následovala domovní prohlídka, výslech na Státní bezpečnosti (StB), degradace, vyloučení z armády a soud za údajné „nedbalé uchovávání vojenského tajemství“. Byl odsouzen na pět měsíců a jeho manželka s dcerou se musely odstěhovat z Prahy.
Po skončení trestu byl odvezen na policejní služebnu v pražské Bartolomějské ulici, kde čekal měsíc ve vazbě. Poté byl na základě jakéhosi dekretu a se strohým vysvětlením, že se „vyhýbá práci“, odveden do tábora nucených prací Mírov. Zde během prací na poli v červnu 1950 využil situace a pokusil o útěk. Chtěl totiž, ať se svět dozví, co se v táboře děje. Útěk se mu ale nepovedl a po zadržení absolvoval výslech, kde byl brutálně bit a mučen. Za útěk mu navíc zakázali korespondenci s rodinou. Propuštění se společně s dalšími vězni dočkal až ve chvíli, kdy byl zatčen Bedřich Reicin. Komise propuštěným vězňům oznámila, že je tam dostal právě Reicin, který vytvářel takové podmínky, aby vyvolal nenávist a mohl je ve vhodnou chvíli použít k převratu, jenž připravoval. Během pobytu v táboře sepisoval informace o zdejších podmínkách na motáky z toaletního papíru a pokusil se je vynést ven, aby tak informoval západní velvyslanectví. Po propuštění z Mírova začal motáky zpracovávat formou deníku.
Po propuštění z tábora prošel řadou podřadných zaměstnání. V roce 1957 byl opět zatčen a po ročním vyšetřováním následně v procesu s tak zvanou „Karvašovou skupinou“ odsouzen na pět let nepodmíněně. Popsané motáky z tábora nucených pracích mu byly zabaveny, uloženy do archívu, kde se i některé ztratily. Členy skupiny soudce obvinil z toho, že se po propuštění z Mírova i nadále setkávali s úmyslem „zvrátit státní zřízení“. Celý trest si však v Ruzyňské věznici Petrák neodseděl, neboť se díky amnestii v květnu 1960 dostal na svobodu. Vlivem pražského jara mohl od roku 1965 pracovat jako překladatel technické literatury. V roce 1968 se podařilo „Karvašově skupině“ dosáhnout obnovy soudního procesu, během něhož byl rozsudek zrušen a následně se zrušilo i Petrákovo odsouzení z roku 1949. V době normalizace StB opětovně projevovala o Petráka svůj zájem. Dne 1. ledna 1971 se stal předčasně důchodcem, ale kvůli nízkému důchodu si přivydělával překladatelskou činností.
Po sametové revoluci byl opět přijat do československé armády jako vojenský důchodce a 28. října 1990 povýšen na generálmajora. Začal vyhledávat bývalé vojáky ze západní fronty, aby jim a jejich vdovám pomohl získat od britské organizace Air Bridge Association jednorázovou finanční výpomoc a invalidní vozíky. Po rozdělení Československa se rozhodl pro slovenské občanství a postavil se do čela Československé obce legionářské na Slovensku.
Dne 2. dubna 1996 převzal Řád britského impéria udělený královnou Alžbětou II. Na ceremonii u příležitosti šedesátého výročí vylodění spojeneckých vojsk v Normandii (2004) udělil francouzský prezident Jacques Chirac Petrákovi a dalším třinácti veteránům řád čestné legie a během návštěvy prezidenta Václava Havla na Slovensku převzal 3. ledna 2003 Řád Bílého lva I. třídy. Petrák je též držitelem čestného občanství francouzského města Agde, které mu bylo uděleno při příležitosti 50. výročí založení československé jednotky ve Francii.
Díky jeho iniciativě byl za podpory ministerstva obrany Slovenské republiky, britského velvyslanectví na Slovensku a města Bratislavě postaven v parku na Šafárikově náměstí ve slovenské metropoli pomník vlastencům bojujícím ve druhé světové válce v československých jednotkách a ve spojeneckých vojskách na bojištích západní Evropy odhalený 9. listopadu 2003.
Petrák zemřel ve věku nedožitých 97 let dne 7. února 2009 v Ústřední vojenské nemocnici v Ružomberku. Poslední rozloučení s vojenskými a státními poctami se konalo 17. února 2009 v bratislavském krematoriu a pohřben je spolu se svou manželkou na hřbitově Petržalka.
Během roku 2012 proběhly vzpomínkové akce u příležitosti jeho nedožitých stých narozenin. Dne 10. srpna toho roku mu byla odhalena pamětní deska na bratislavském Jesenákově paláci a 14. prosince pokřtěna kniha jeho vzpomínek pod názvem Anglán – spomienky generála Antona Petráka.

## Vyznamenání
- 1944 —  Československý válečný kříž 1939
- 1945 —  Vojenský kříž
- 1945 —  Hvězda 1939–1945
- 1945 —  Válečná medaile 1939–1945
- 1945 —  Hvězda za Francii a Německo
- 1945 —  Československý válečný kříž 1939
- 1945 —  Československá vojenská medaile za zásluhy I. stupně
- 1945 —  Pamětní medaile československé armády v zahraničí
- 1946 —  Československá medaile Za chrabrost před nepřítelem
- 1989 —  Pamětní medaile za válku 1939-1945
- 1994 —  Národní řád za zásluhy, IV. stupně
- 1995 —  Pamětní medaile při 50. výročí osvobození Slovenska a konce 2. světové války
- 1995 —  Jubilejní medaile 50. výročí vítězství ve Velké vlastenecké válce 1941–1945
- 1996 —  Řád britského impéria, V. tř.(MBE)
- 1996 —  Řád Ľudovíta Štúra, II. stupně
- 2002 —  Pamětní medaile M. R. Štefánika, I. stupeň
- 2003 —  Řád Bílého lva, I. tř. vojenská skupina
- 2004 —  Medaile prezidenta Slovenské republiky, 3. stupeň
- 2004 —  Řád čestné legie, V. tř. vojenská skupina
- 2008 —  Kříž obrany státu ministra obrany České republiky
- 2008 —  Řád britského impéria vojenské skupiny

## Fotogalerie

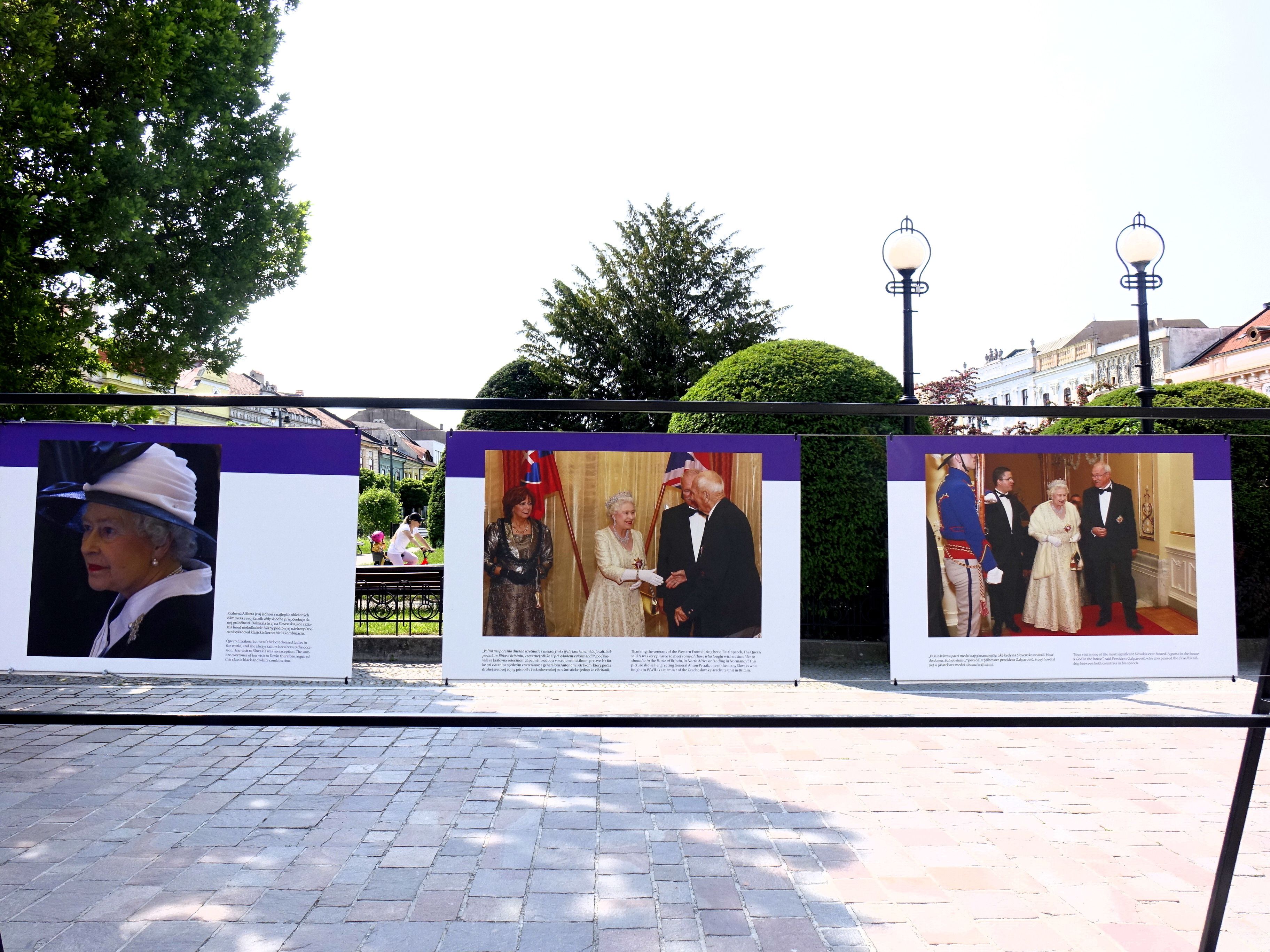
Fotografie setkání Alžběty II. s Antonem Petrákem na výstavě Kráľovná Alžbeta II. na Slovensku
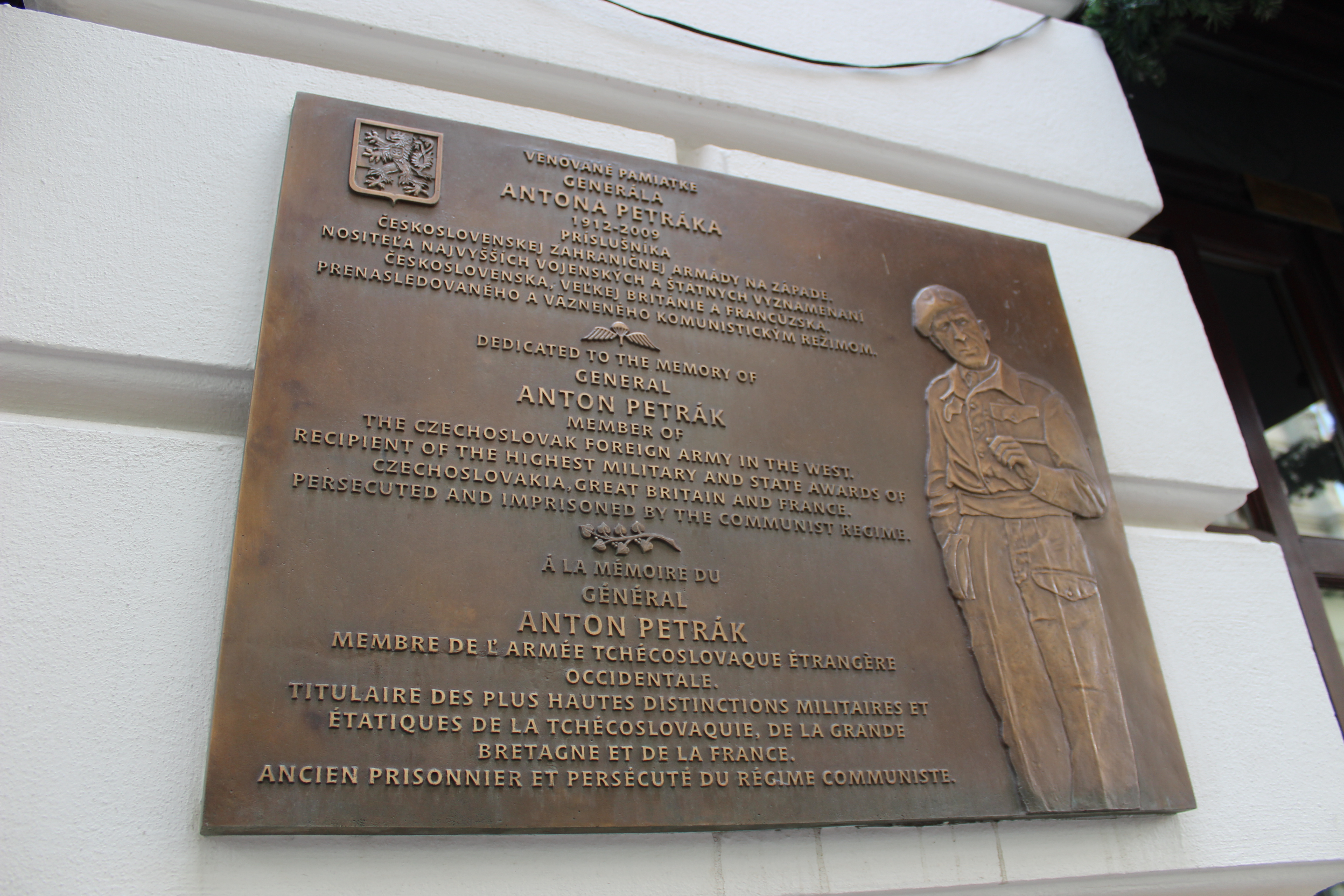
Pamětní deska na Jesenákově paláci